# Liniez
Liniez ist eine französische Gemeinde mit 324 Einwohnern (Stand: 1. Januar 2022) im Département Indre in der Region Centre-Val de Loire. Sie gehört zum Kanton Levroux im Arrondissement Issoudun. Die Einwohner werden Linéais genannt.

## Geografie
Die Gemeinde Liniez liegt 22 Kilometer nordwestlich von Issoudun. Zu Liniez gehören neben der Hauptsiedlung auch die Weiler La Marcellerie, Laumon, La Girauderie und Les Bergeries. Angrenzende Gemeinden sind Fontenay im Norden, La Chapelle-Saint-Laurian im Norden und Nordosten, Vatan im Nordosten, Ménétréols-sous-Vatan im Osten, La Champenoise im Südosten und Süden, Brion im Süden, Bretagne im Westen sowie Bouges-le-Château im Westen und Nordwesten. Durch das Gemeindegebiet führt die Autoroute A20. In der Gemeinde Liniez wird ein Windpark mit fünf Windkraftanlagen betrieben.

## Bevölkerungsentwicklung
| Jahr                       | 1962 | 1968 | 1975 | 1982 | 1990 | 1999 | 2009 | 2021 |
| Einwohner                  | 530  | 523  | 423  | 367  | 339  | 305  | 326  | 323  |
| Quellen: Cassini und INSEE |      |      |      |      |      |      |      |      |

## Sehenswürdigkeiten
- Kirche Saint-Martin

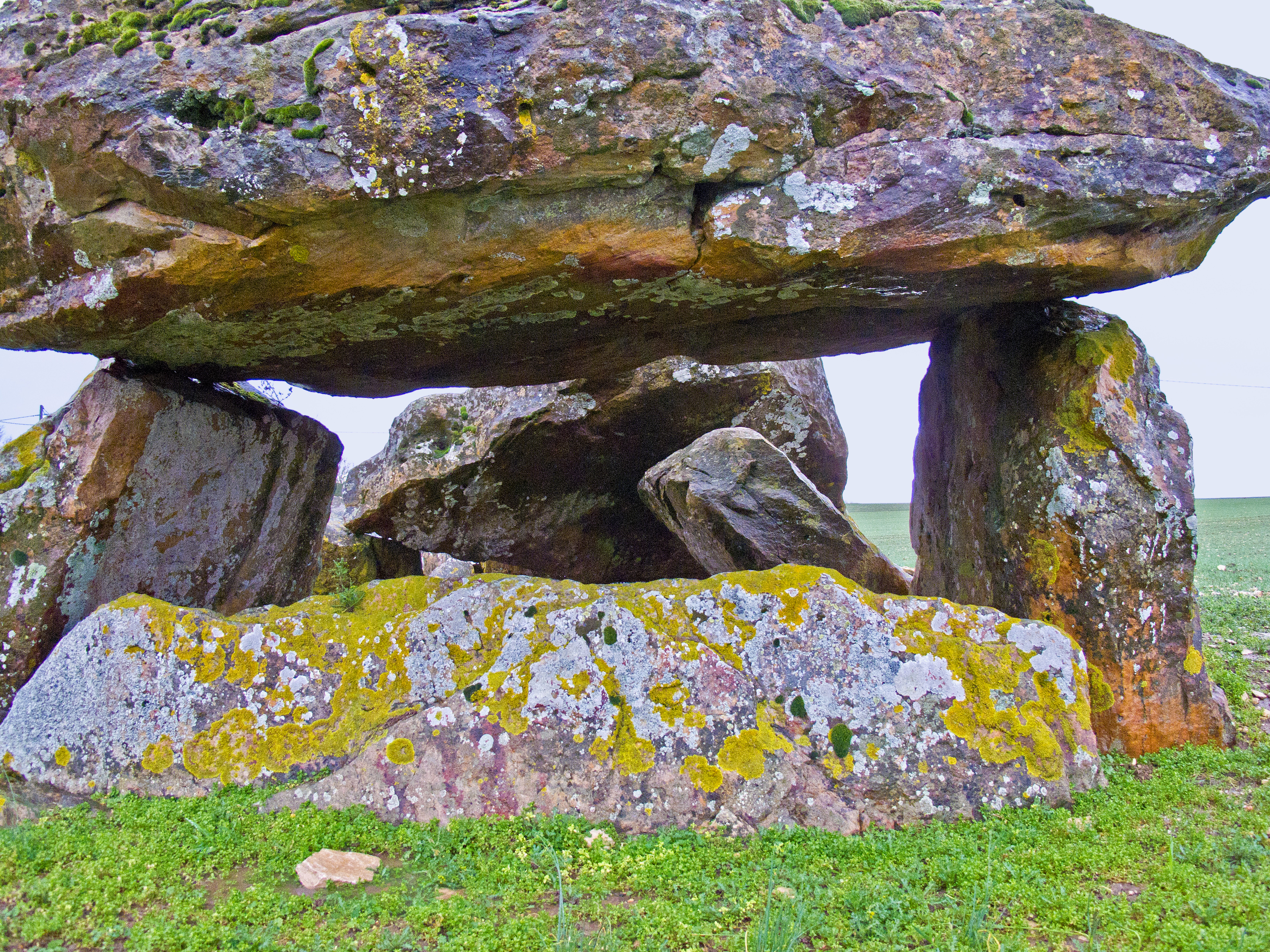
Dolmen La Pierre Levée
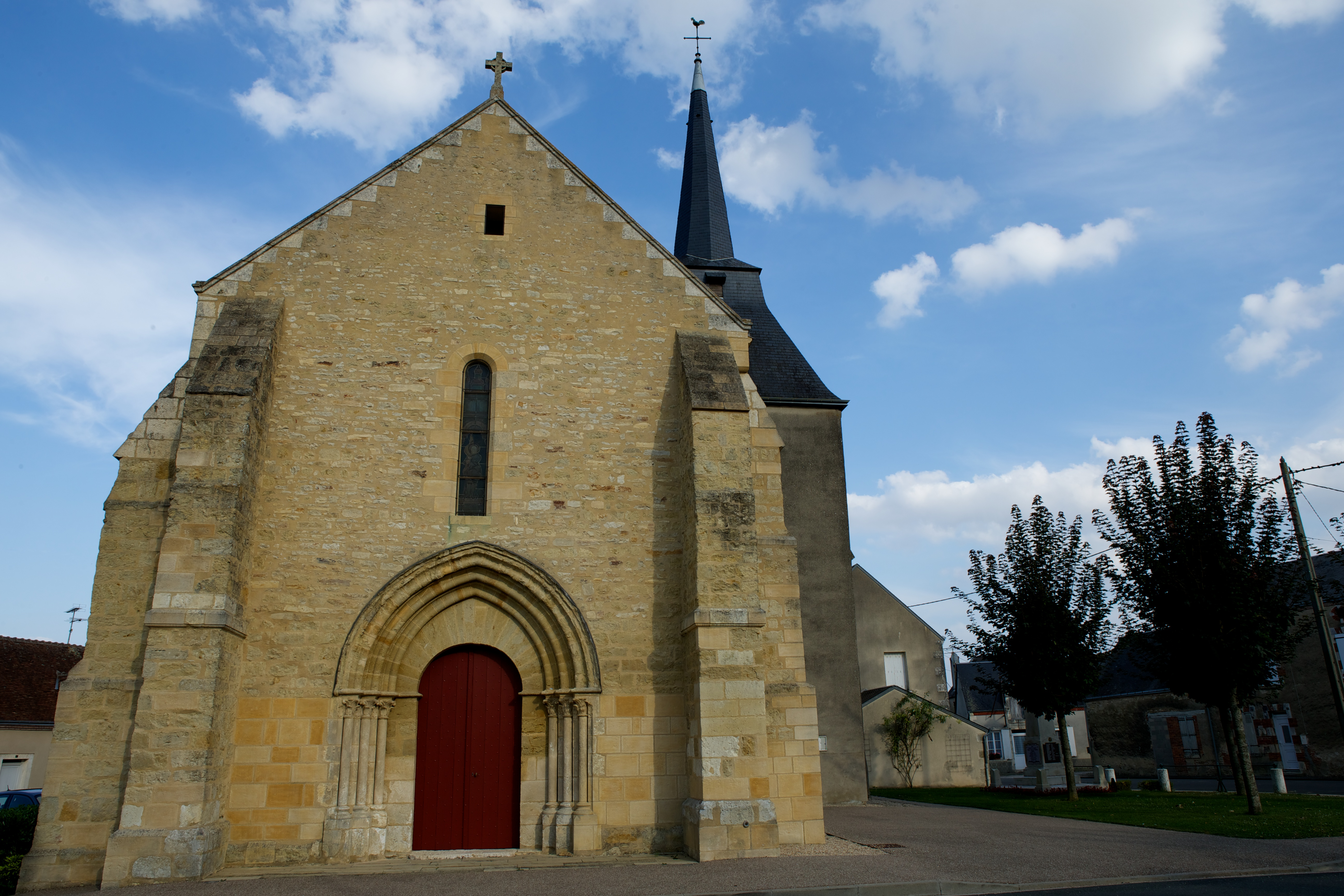
Kirche Saint-Martin

- Tumulus du Moulin Barie

- Dolmen La Pierre Levée
- Kirche Saint-Martin